# Indianapolis 500 in 1969
De 53e Indianapolis 500 werd gereden op vrijdag 30 mei 1969 op de Indianapolis Motor Speedway. De Amerikaanse coureur Mario Andretti won de race.

## Startgrid

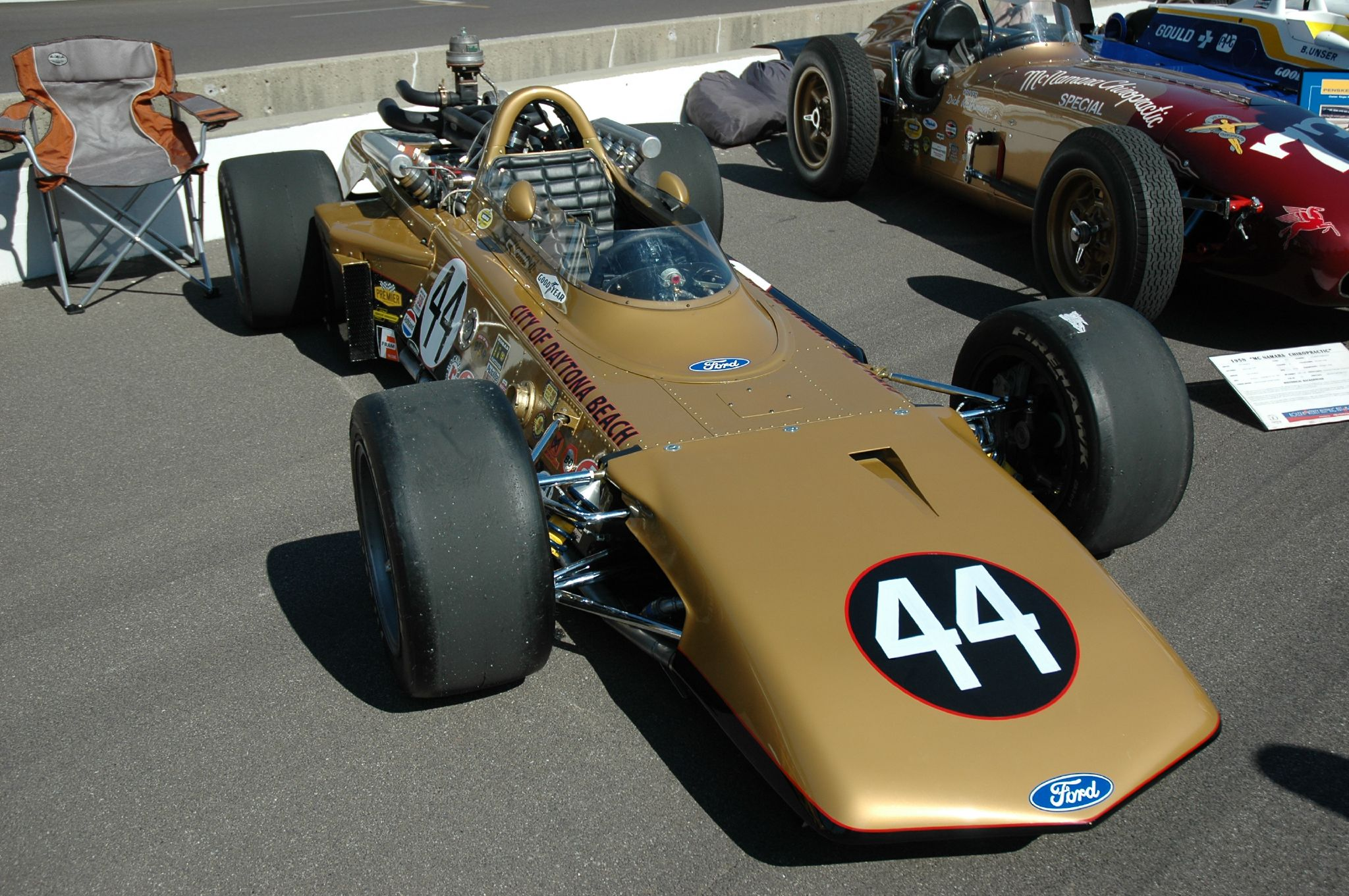
Joe Leonards Eagle-Ford.

| Rij | Binnen           | Midden            | Buiten            |
| --- | ---------------- | ----------------- | ----------------- |
| 1   | A.J. Foyt        | Mario Andretti    | Bobby Unser       |
| 2   | Mark Donohue     | Gordon Johncock   | Roger McCluskey   |
| 3   | Jim McElreath    | LeeRoy Yarbrough  | Gary Bettenhausen |
| 4   | Dan Gurney       | Joe Leonard       | Art Pollard       |
| 5   | Jim Malloy       | Sonny Ates        | George Snider     |
| 6   | Ronnie Bucknum   | Johnny Rutherford | Bud Tingelstad    |
| 7   | Wally Dallenbach | Lloyd Ruby        | Arnie Knepper     |
| 8   | Mike Mosley      | Sammy Sessions    | Mel Kenyon        |
| 9   | Denny Hulme      | Bill Vukovich II  | George Follmer    |
| 10  | Bruce Walkup     | Jack Brabham      | Carl Williams     |
| 11  | Larry Dickson    | Bobby Johns       | Peter Revson      |

## Race
| #                                                                                 | Coureur            | Auto                  | Ronden | Opgave     |
| --------------------------------------------------------------------------------- | ------------------ | --------------------- | ------ | ---------- |
| 1                                                                                 | Mario Andretti     | Hawk III-Ford         | 200    |            |
| 2                                                                                 | Dan Gurney         | Eagle-Weslake         | 200    |            |
| 3                                                                                 | Bobby Unser        | Lola-Offenhauser      | 200    |            |
| 4                                                                                 | Mel Kenyon         | Gerhardt-Offenhauser  | 200    |            |
| 5                                                                                 | Peter Revson (R)   | Brabham-Repco         | 197    |            |
| 6                                                                                 | Joe Leonard        | Eagle-Ford            | 193    |            |
| 7                                                                                 | Mark Donohue (R)   | Lola-Offenhauser      | 190    |            |
| 8                                                                                 | A.J. Foyt          | Coyote-Ford           | 181    |            |
| 9                                                                                 | Larry Dickson      | Vollstedt-Ford        | 180    |            |
| 10                                                                                | Bobby Johns        | Shrike-Offenhauser    | 171    |            |
| 11                                                                                | Jim Malloy         | Vollstedt-Offenhauser | 165    |            |
| 12                                                                                | Sammy Sessions     | Finley-Offenhauser    | 163    |            |
| 13                                                                                | Mike Mosley        | Eagle-Offenhauser     | 162    | Mechanisch |
| 14                                                                                | Roger McCluskey    | Coyote-Ford           | 157    | Mechanisch |
| 15                                                                                | Bud Tingelstad     | Lola-Offenhauser      | 155    | Mechanisch |
| 16                                                                                | George Snider      | Coyote-Ford           | 152    |            |
| 17                                                                                | Sonny Ates (R)     | Brabham-Offenhauser   | 146    | Mechanisch |
| 18                                                                                | Denny Hulme        | Eagle-Ford            | 145    | Mechanisch |
| 19                                                                                | Gordon Johncock    | Gerhardt-Offenhauser  | 137    | Mechanisch |
| 20                                                                                | Lloyd Ruby         | Mongoose-Offenhauser  | 105    | Mechanisch |
| 21                                                                                | Wally Dallenbach   | Eagle-Offenhauser     | 82     | Mechanisch |
| 22                                                                                | Arnie Knepper      | Cecil-Ford            | 82     | Ongeval    |
| 23                                                                                | LeeRoy Yarbrough   | Vollstedt-Ford        | 65     | Mechanisch |
| 24                                                                                | Jack Brabham       | Brabham-Repco         | 58     | Mechanisch |
| 25                                                                                | Carl Williams      | Gerhardt-Offenhauser  | 50     | Mechanisch |
| 26                                                                                | Gary Bettenhausen  | Gerhardt-Offenhauser  | 35     | Mechanisch |
| 27                                                                                | George Follmer (R) | Gilbert-Ford          | 26     | Mechanisch |
| 28                                                                                | Jim McElreath      | Hawk II-Offenhauser   | 24     | Mechanisch |
| 29                                                                                | Johnny Rutherford  | Eagle-Offenhauser     | 24     | Mechanisch |
| 30                                                                                | Ronnie Bucknum     | Eagle-Offenhauser     | 16     | Mechanisch |
| 31                                                                                | Art Pollard        | Lotus-Offenhauser     | 7      | Mechanisch |
| 32                                                                                | Bill Vukovich II   | Mongoose-Offenhauser  | 1      | Mechanisch |
| 33                                                                                | Bruce Walkup (R)   | Gerhardt-Offenhauser  | 0      | Mechanisch |
| Gemiddelde snelheid : 252,453 km/h - Snelste Ronde : Roger McCluskey, 267,98 km/h |                    |                       |        |            |